# 입비신

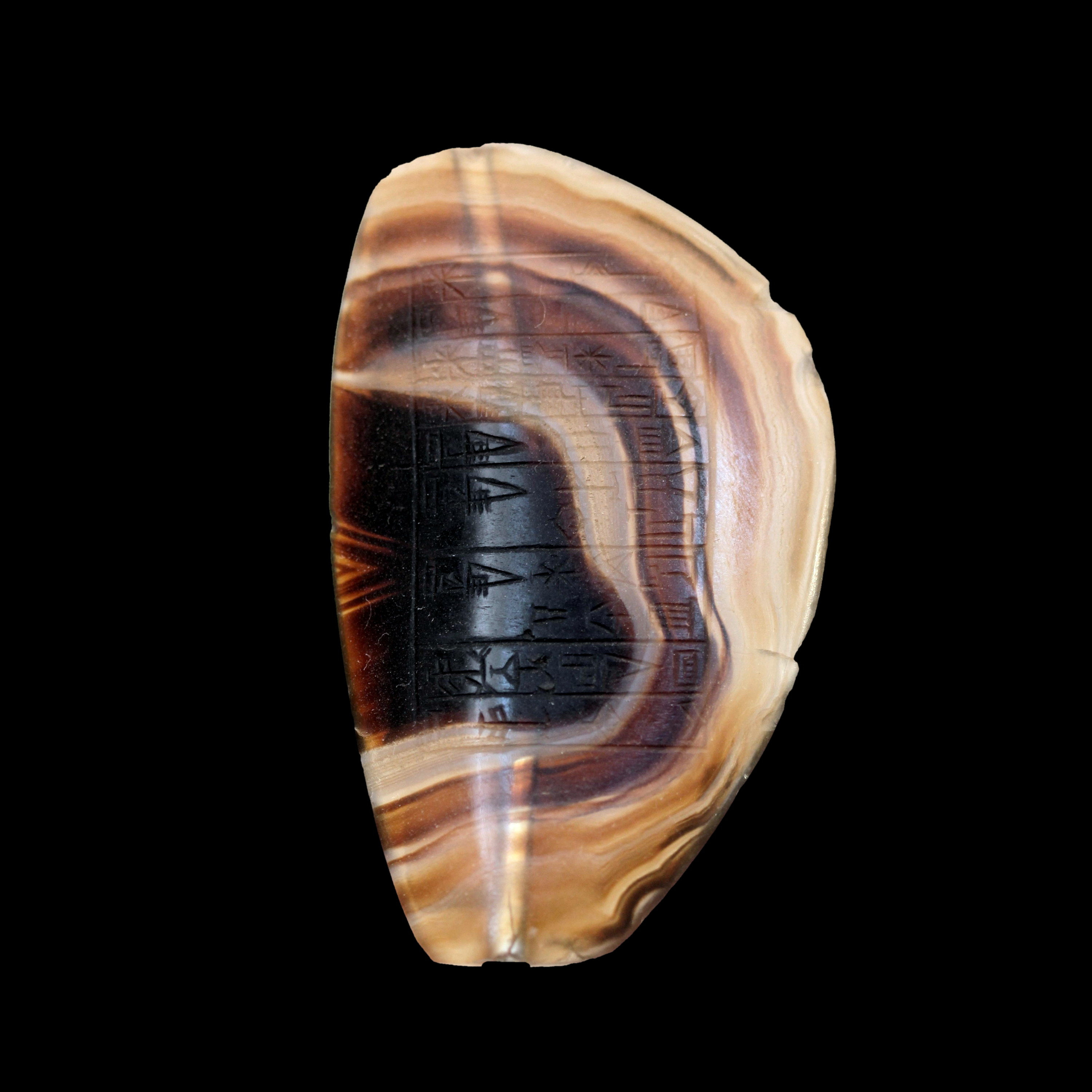

입비신은 슈신의 왕자였고, 수메르와 아카드의 왕이었으며, 우르 제3왕조의 마지막 왕(재위 기원전 2028년~2004년)이었다. 그의 통치 기간 중에, 수메르 제국은 아모리에게 여러 차례 공격당하였다. 입비신의 지도력의 믿음이 떨어지자 엘람은 독립을 선포하고 습격을 시작하였다.
입비신은 니푸르와 우르의 중요한 도시들에 요새를 건설할 것을 명하였다. 그러나 이러한 노력들은 습격을 저지하고 제국을 통일된 상태로 유지하기에는 부족하였다. 결국 입비신에게는 도시 우르만이 남았다.
기원전 2004년 엘람인과 자그로스 산의 시마시키 부족이 우르를 약탈하였고, 입비신을 체포하여 엘람으로 데려갔으며 그곳에서 갇혀 지내다 죽었다. 죽은 날짜는 알려져있지 않다.